# Lieblingsinschrift

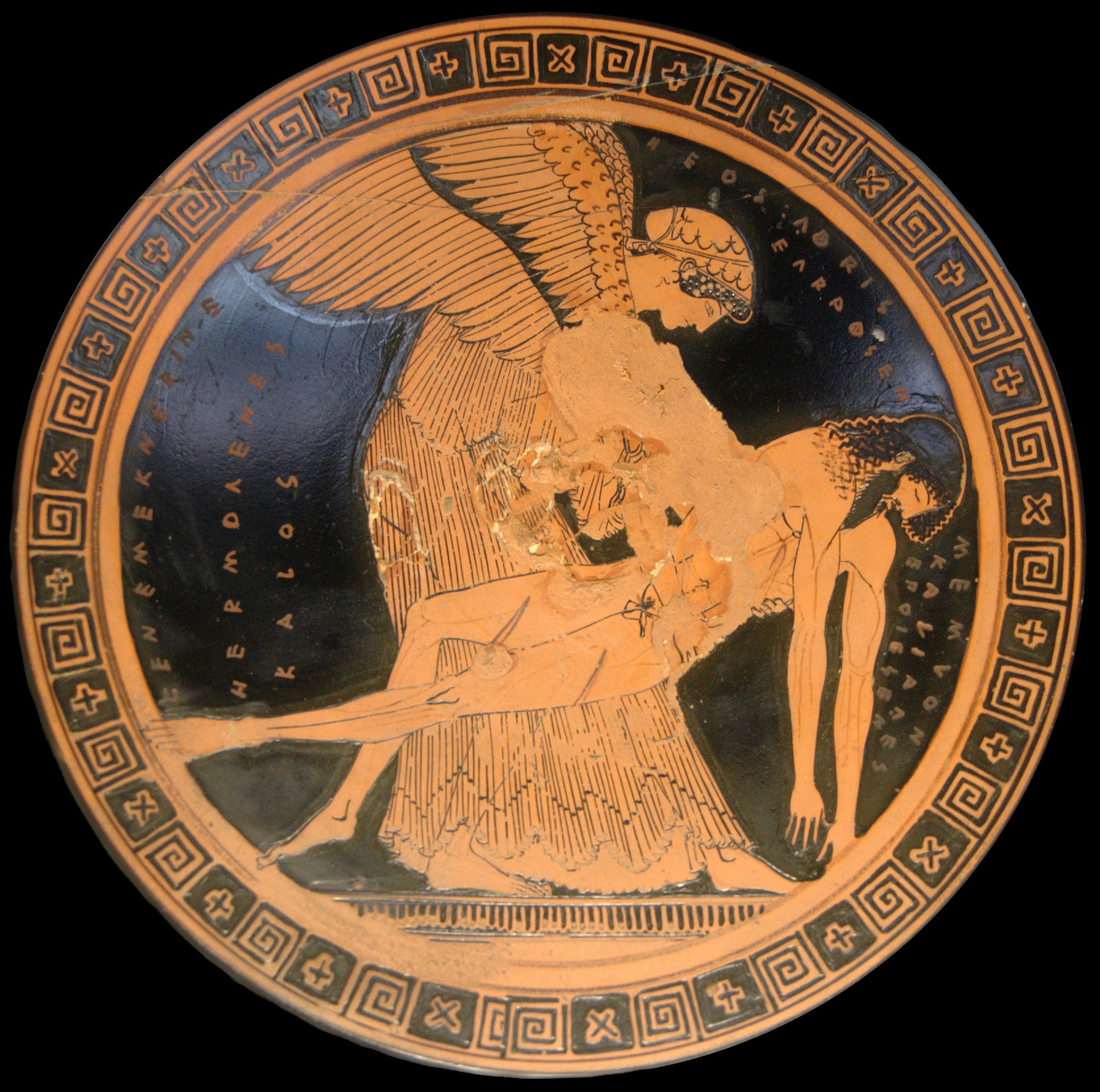
Kalosinschrift auf einer Schale von Duris und Kalliades, Paris, Louvre G 115

Lieblingsinschriften sind vor allem auf bemalten griechischen Vasen vorzufinden und preisen eine Person, meist einen jungen Mann, als „schön“ (griechisch kalós).
Ein anderer Ausdruck für diese Inschriften ist Kalos-Inschrift (ΚΑΛΟΣ, καλός, altgriechisch für schön, manchmal auch die weibliche Form kalé). Diese schon vor dem Brand der Gefäße aufgebrachten Inschriften sollen die Schönheit bestimmter Personen preisen. Neben den festen Inschriften konnten auch Graffiti nachträglich in die Vasen geritzt worden sein.

## Ursprünge

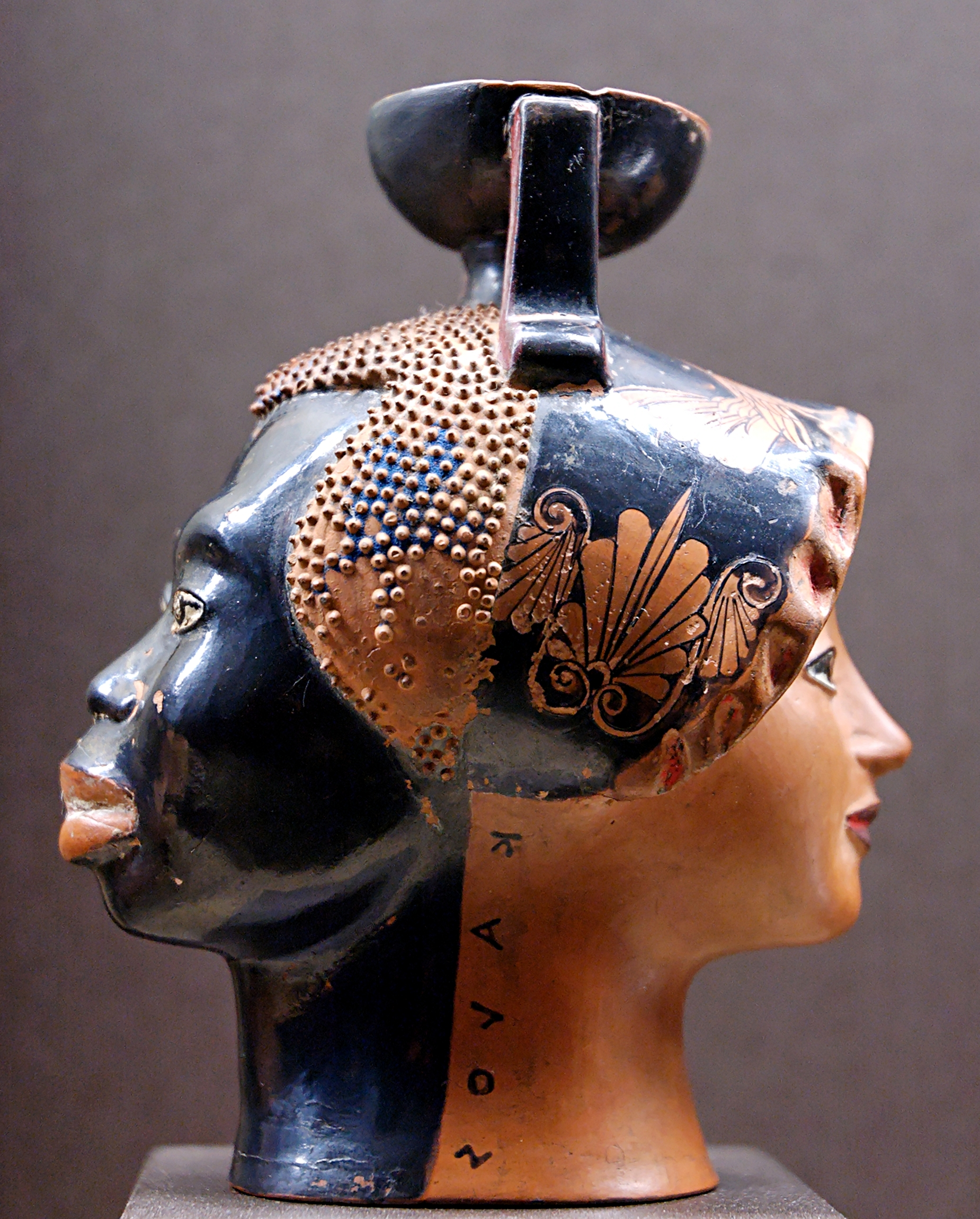
Einfache ΚΑΛΟΣ-Inschrift auf einem möglicherweise von Skythes bemalten Kopfgefäß der Epilykos-Klasse, um 520/10 v. Chr., Paris, Louvre CA 987

Lieblingsinschriften resultierten aus dem schon seit der frühgriechischen Lyrik bekannten Interesse an der jugendlichen Schönheit. Ebenso spiegeln die Inschriften die gängigen päderastischen gesellschaftlichen Konventionen wider; der pädagogische Eros, der beispielsweise in Platons Symposion thematisiert wird, steht sicher auch im Hintergrund der Kalós-Inschriften.
Zudem wird das allgemeine Ständeideal der aristokratischen Jugend gepriesen. Die Verwendung solcher Inschriften auf Vasen und die Darstellung von in Palästren spielenden Szenen überschneiden sich zeitlich, so dass die Annahme gerechtfertigt ist, dass sich das Lob vor allem auf die körperliche Schönheit und die athletische Tüchtigkeit von Knaben und jungen Männern bezieht. Die Lieblingsinschriften geben sicherlich die gerade besonders gerühmten und gefeierten „Stars“ dieser Welt wieder.
Manche aus den Inschriften bekannte Epheben wie Leagros, Miltiades, Diotimos oder Glaukon sind möglicherweise mit späteren athenischen Strategen gleichzusetzen, jedoch ist das selten wirklich eindeutig zu klären. In der Forschung wird diskutiert, ob die bei bestimmten Künstlern oder Werkstätten immer wiederkehrenden Kalós-Namen nicht auf Auftragsarbeiten zurückzuführen sind.

## Überlieferte Zeugnisse, Maler und Motive

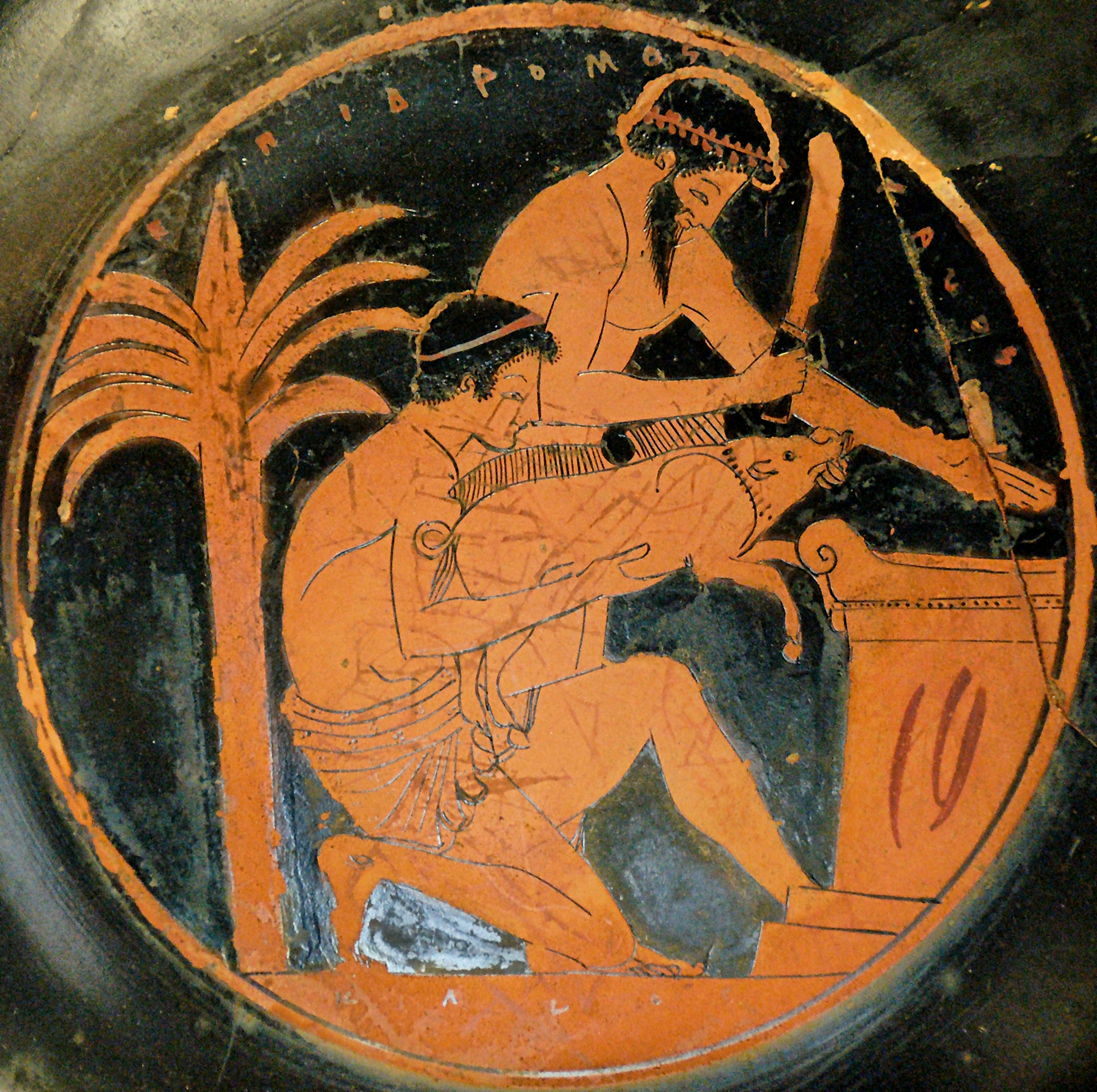
ΕΠΙΔΡΟΜΟΣ ΚΑΛΟΣ, Schale des Epidromos-Maler, 510/500 v. Chr., Paris, Louvre G 112

Heute sind etwa 300 Lieblingsinschriften auf attischen Vasen bekannt, zwei Drittel davon auf Gefäßen im rotfigurigen Stil. Die ersten Inschriften schuf um 550/540 v. Chr. der Maler Exekias oder ein anderer Künstler aus der Gruppe E für Stesias und Onetorides. Später ist ein Memnos bevorzugter Ephebe von Oltos, während Euphronios und sein Kreis Leagros bevorzugen. Epiktetos rühmt einen Hipparchos, Epikylos den Skythes.
Während der Pionierzeit der rotfigurigen Malerei tauchen auch einzelne Vasenmaler als kalós bei ihren Kollegen auf. Im 5. Jahrhundert v. Chr. favorisierte Onesimos Athenodotos und Panaitos, Duris den Chairestratos und Hippodamas, den auch Makron preist. Um 470 v. Chr. erwähnt der Pistoxenos-Maler lobend den Sohn des Leagros, Glaukon, zehn Jahre später der Achilleus-Maler Diphilos, Sohn des Melanopos. Kurz darauf priesen sogar mehrere Maler Euaion, den Sohn des Aischylos. Gegen Ende des 5. vorchristlichen Jahrhunderts endete die Sitte der Lieblingsinschriften. Einer der letzten Vertreter war der mehrfach den jüngeren Kallias lobende Eretria-Maler.
Die heutige Forschung hat mehreren anonymen Malern Namen aufgrund der von ihnen verwendeten Kalós-Inschriften gegeben. Darunter sind der Antimenes-Maler, der Lysippides-Maler, der Antiphon-Maler, der Euaion-Maler und der Kleophon-Maler. Die längeren Schaffenszeiten einiger Maler unterteilt man in nach ihren Epheben benannte Perioden, etwa bei Duris und dem Achilleus-Maler.